# Гарді (гора)
Гарді (англ. Hardy) —  гора, що стоїть на схід від гори Олдфілд у північно-західній частині Тульських гір, в Землі Ендербі, Антарктида.
Вона була позначена на аерофотознімках, зроблених з літаків Австралійських національних антарктичних дослідницьких експедицій у 1956 році, і була названа Комітетом антарктичних назв Австралії на честь К. Гарді, метеорологічного спостерігача на станції Вілкс у 1959 році.

## Додаткова література
- EDWARD S. GREW, Sapphirine + quartz association from Archean rocks in Enderby Land, Antarctica, American Mineralogist, Volume 65, pages 821–836, 1980, PP 822 - 823
- EDWARD S. GREW, Osumilite in the sapphirin quartz terrane of Enderby Land, Antarctica: implications for osumilite petrogenesis in the granulite facie, American Mineralogist, Volume 67, pages 762–787, 1982, PP 763 - 765
- R. L. Oliver, P. R. James, J. B. Jago, Antarctic Earth Science, P 42